# Эванс, Аллан (футболист)
Аллан Джеймс Эванс (англ. Allan James Evans; род. 12 октября 1956, Данфермлин, Файф) — шотландский футболист, тренер. Выступал на позиции защитника. Известен выступлениями за «Астон Виллу».

## Клубная карьера
Во взрослом футболе дебютировал в 1973 году выступлениями за команду «Данфермлин Атлетик», в которой провёл четыре сезона, приняв участие в 98 матчах чемпионата.
Своей игрой за эту команду привлёк внимание представителей тренерского штаба клуба «Астон Вилла», в состав которого присоединился в 1977 году. Сыграл за команду из Бирмингема двенадцать сезонов. За это время завоевал титул чемпиона Англии, становился обладателем Суперкубка Англии, обладателем Кубка европейских чемпионов и обладателем Суперкубка УЕФА.
В течение 1989—1990 годов защищал цвета клуба «Лестер Сити».
Завершил профессиональную игровую карьеру в клубе из нижней лиги — «Дарлингтон», за которую выступал в сезоне 1990/91.

## Выступления за сборную
В 1982 году дебютировал за сборную Шотландии. На протяжении карьеры в национальной команде, которая длилась всего один год, провел в форме главной команды страны 4 матча. 
В составе сборной был участником чемпионат мира 1982 года в Испании. 

## Карьера тренера
Начал тренерскую карьеру, вернувшись к футболу после небольшого перерыва, в 2000 году, возглавив тренерский штаб клуба «Вест Бромвич Альбион». 
Пока последним местом тренерской работы был клуб «Гринок Мортон», команду которого Аллан Эванс возглавлял в качестве главного тренера до 2001 года. 

## Достижения
- Чемпион Англии: 1980/81
- Обладатель Суперкубка Англии: 1981
- Обладатель Кубка европейских чемпионов: 1981/82
- Обладатель Суперкубка Европы: 1981